# Ike Taylor
Ivan Taylor (født 5. maj 1980) er en professionel amerikansk fodbold-spiller fra USA, der spiller for det professionelle NFL-hold Pittsburgh Steelers. Han spiller positionen cornerback.